# Palazzo Reale (Oslo)
Il Palazzo Reale di Oslo (in norvegese Det kongelige slott, normalmente abbreviato in Slottet) venne costruito nella prima metà del XIX secolo, su commissione del re Carlo XIV di Svezia, che desiderava una residenza ufficiale in Norvegia, la quale al tempo era unita alla Svezia. Con l'indipendenza norvegese, il palazzo divenne la residenza ufficiale del sovrano di Norvegia.

## Storia

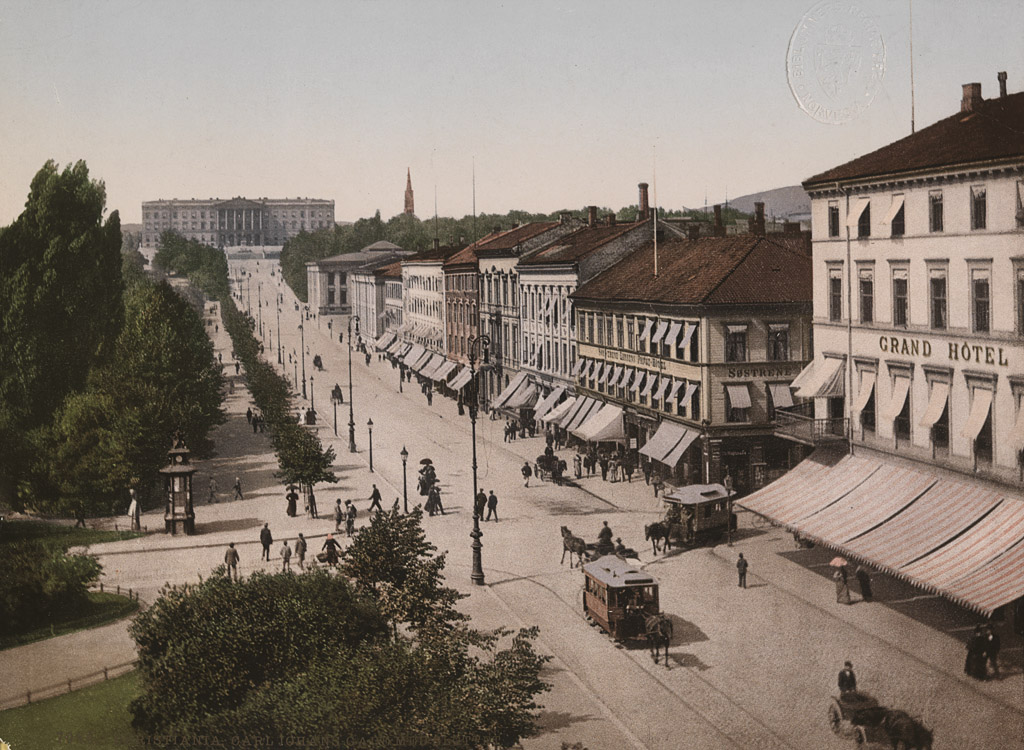
Veduta storica della capitale Oslo e del Palazzo Reale alla fine del XIX secolo.

Nel 1821, re Carlo XIV Giovanni di Svezia scelse il sito per la costruzione di un nuovo palazzo reale permanente sul lato occidentale di Christiania, oggi Oslo, e successivamente incaricò l'architetto danese Hans Linstow, di progettare l'edificio; Il Parlamento approvò il costo concordato di 150.000 speciedaler, da finanziare con la vendita di titoli di Stato. I lavori sul sito iniziarono nel 1824 ed il 1° ottobre 1825 Carlo Giovanni pose la prima pietra sotto l'altare della futura cappella del palazzo. Linstow aveva originariamente progettato un edificio di soli due piani con ali sporgenti su entrambi i lati della facciata principale. I costosi lavori di fondazione causarono il superamento del costo iniziale e la costruzione fu interrotta nel 1827, per poi essere ripresa nel 1833. Nel frattempo, lo Storting, il Parlamento norvegese, rifiutò ulteriori sovvenzioni in segno di protesta contro gli impopolari sforzi del sovrano di stabilire un'unione più stretta tra i suoi due regni, Svezia e Norvegia. Nel 1833, Linstow realizzò un progetto meno costoso, senza le ali sporgenti, ma con un terzo piano come compensazione. Grazie ad un miglioramento dei rapporti con il monarca spinse lo Storting a concedere i fondi necessari per completare l'edificio. Il tetto fu posato nel 1836 e gli interni furono completati alla fine degli anni 1840s.

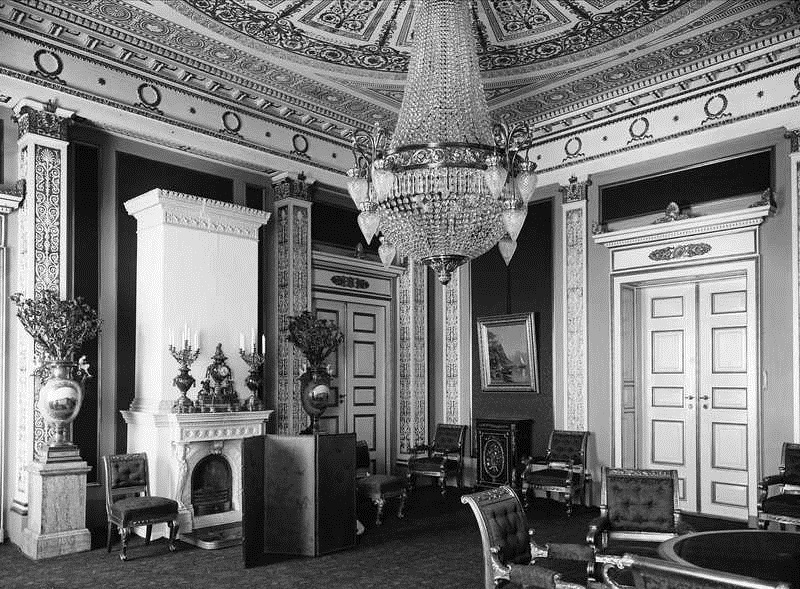
Sala del Palazzo Reale di Oslo.

Harald e Sonja sul balcone del palazzo, in occasione del giorno delle loro nozze.

Carlo Giovanni non risiedette mai nel palazzo, infatti i primi occupanti furono suo figlio Oscar I di Svezia e la moglie di quest'ultimo, la regina Giuseppina. Ben presto si rese conto che la famiglia reale necessitava di una residenza più spaziosa, e così le ali che si affacciavano sul giardino furono ampliate. Prima dell'inaugurazione ufficiale del 1849, il colonnato centrale, abbattuto nel 1833, fu reintrodotto ed il tetto spiovente provvisorio fu sostituito da un tetto piano, più elegante e costoso. I successivi re svedesi dei Bernadotte, Carlo XV ed Oscar II, continuarono a utilizzare la residenza reale, ma trascorsero la maggior parte del loro tempo a Stoccolma. La moglie di re Oscar II, la regina Sofia di Nassau, preferiva trascorrere le estati in Norvegia, ma per motivi di salute soggiornava principalmente nella residenza di campagna di Skinnarbøl, vicino al confine svedese. Oscar II fu assente dal palazzo durante il 1905, anno dello scioglimento dell'unione con la Svezia, ma suo figlio, allora principe ereditario Gustavo, fece due brevi visite nei suoi vani tentativi di salvare l'unione. La dinastia Bernadotte abdicò al trono norvegese nel 1905 e gli successe il principe Carlo di Danimarca, che assunse il nome di Haakon VII di Norvegia quando accettò la sua elezione a re di una nazione completamente indipendente dalla Svezia. Haakon divenne il primo monarca a utilizzare il palazzo in modo permanente, il quale fu quindi restaurato per due anni prima che lui, la regina Maud ed il principe ereditario Olav potessero insediarsi. Haakon VII sarebbe stato il primo monarca ad accogliere la sfilata dei bambini sul balcone del palazzo durante la celebrazione del Giorno della Costituzione norvegese ad Oslo. Lo stesso monarca introdusse nel 1905 la tradizione degli incontri settimanali con il Consiglio di Stato, evento che è ancora avviene e che si tiene sempre nella "Sala del Consiglio" del palazzo, dove si trova il trono del monarca.

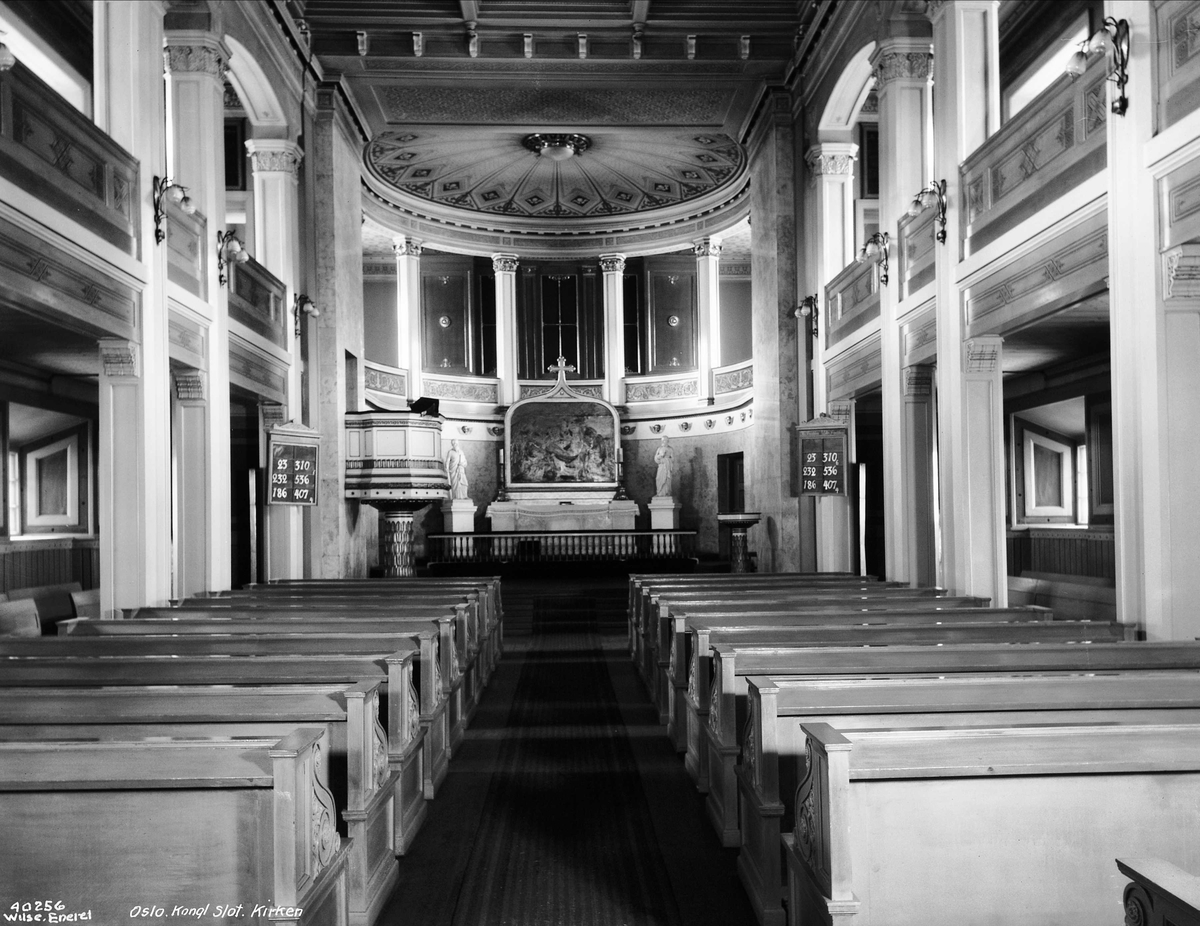
La cappella del Palazzo Reale di Oslo.

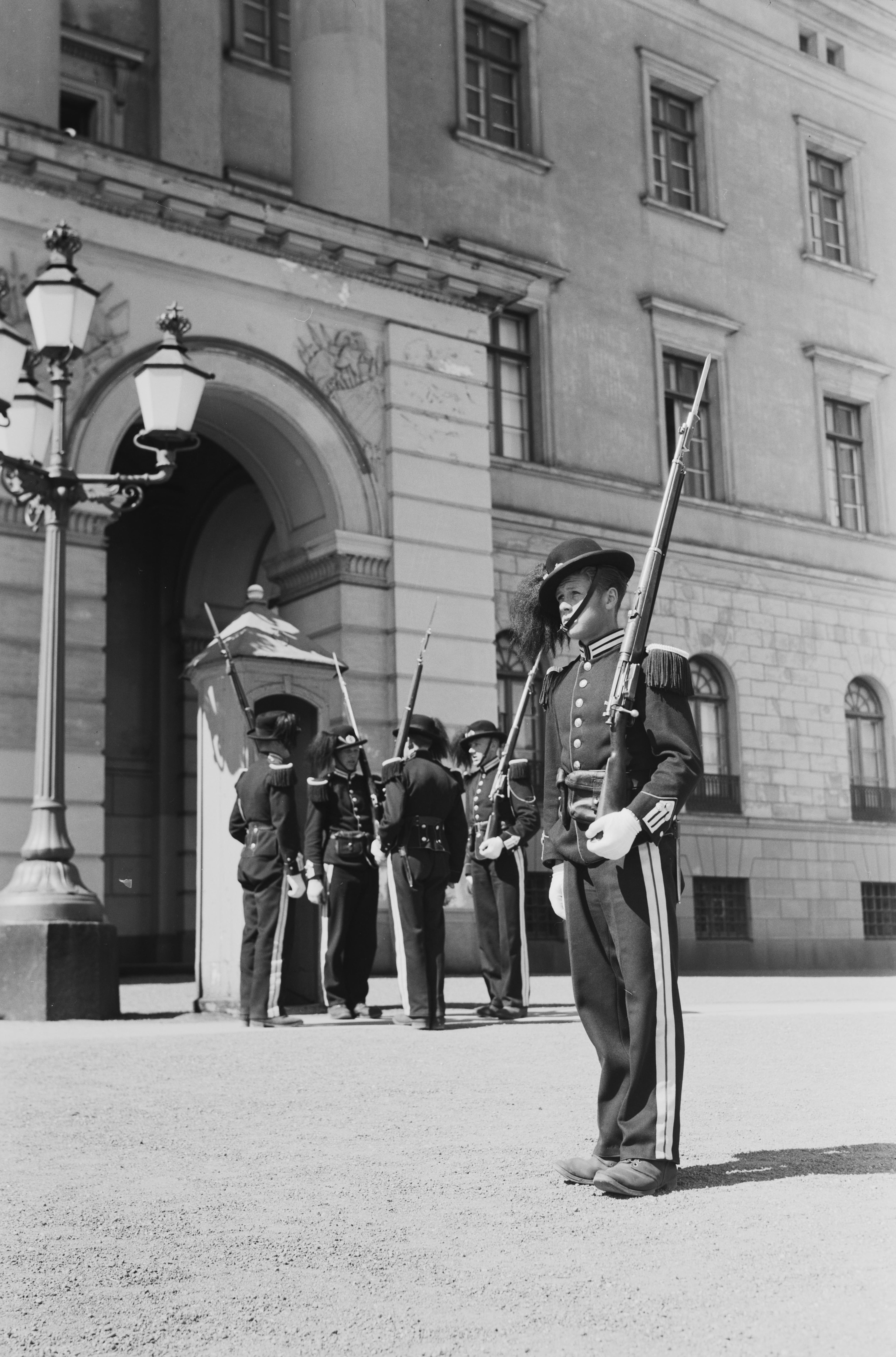
Il cambio della Guardia Reale.

Durante il regno di re Olav V, dal 1957 al 1991, i fondi per i lavori di ristrutturazione erano scarsi, un aspetto di cui la struttura originale, mal costruita, aveva un disperato bisogno. Re Olav risiedeva quindi principalmente a Skaugum e nella tenuta reale di Bygdøy, ma si trasferì a palazzo nel 1968, quando donò la tenuta di Skaugum come dono di nozze a suo figlio, il principe ereditario Harald, e alla sua sposa, la principessa Sonja. Poco dopo la sua ascesa al trono, Harald V di Norvegia avviò un ampio progetto di ristrutturazione del palazzo; i lavori di ristrutturazione ed i miglioramenti, tutti realizzati da Statsbygg, includevano nuovi sistemi di allarme antincendio, la costruzione di nuovi bagni, cucine, uffici e una ristrutturazione generale del palazzo. Il sovrano fu criticato per l'enorme quantità di denaro necessaria per portare la residenza ad uno stato soddisfacente, anche se gran parte di questo importo fu destinato a correggere i deficit edilizi di un secolo e mezzo prima. Con i lavori di ristrutturazione completati, il re e la regina si trasferirono da Skaugum al Palazzo Reale nel 2001, poiché la tenuta di Skaugum sarebbe diventata la nuova residenza degli eredi al trono Haakon e Mette-Marit. Il Palazzo, come tutte le residenze reali norvegesi, è sorvegliato dalla "Guardia Reale di Sua Maestà il Re" (in norvegese "Hans Majestet Kongens Garde"), ovvero le Guardie Reali. Dall'inizio delle visite guidate pubbliche nel 2002, il grande pubblico ha potuto ammirare e apprezzare i lavori di ristrutturazione e lo splendore di cui il palazzo oggi si vanta. Anche il cambio quotidiano della guardia è diventato negli ultimi anni una popolare attrazione turistica. Il Palazzo Reale ospita una cappella, consacrata nel 1844; la Chiesa di Norvegia è responsabile delle funzioni religiose che vi si svolgono. È teatro di numerosi eventi della famiglia reale norvegese, come battesimi e cresime reali. Vi si tengono anche concerti di musica sacra e da camera.

## Parco

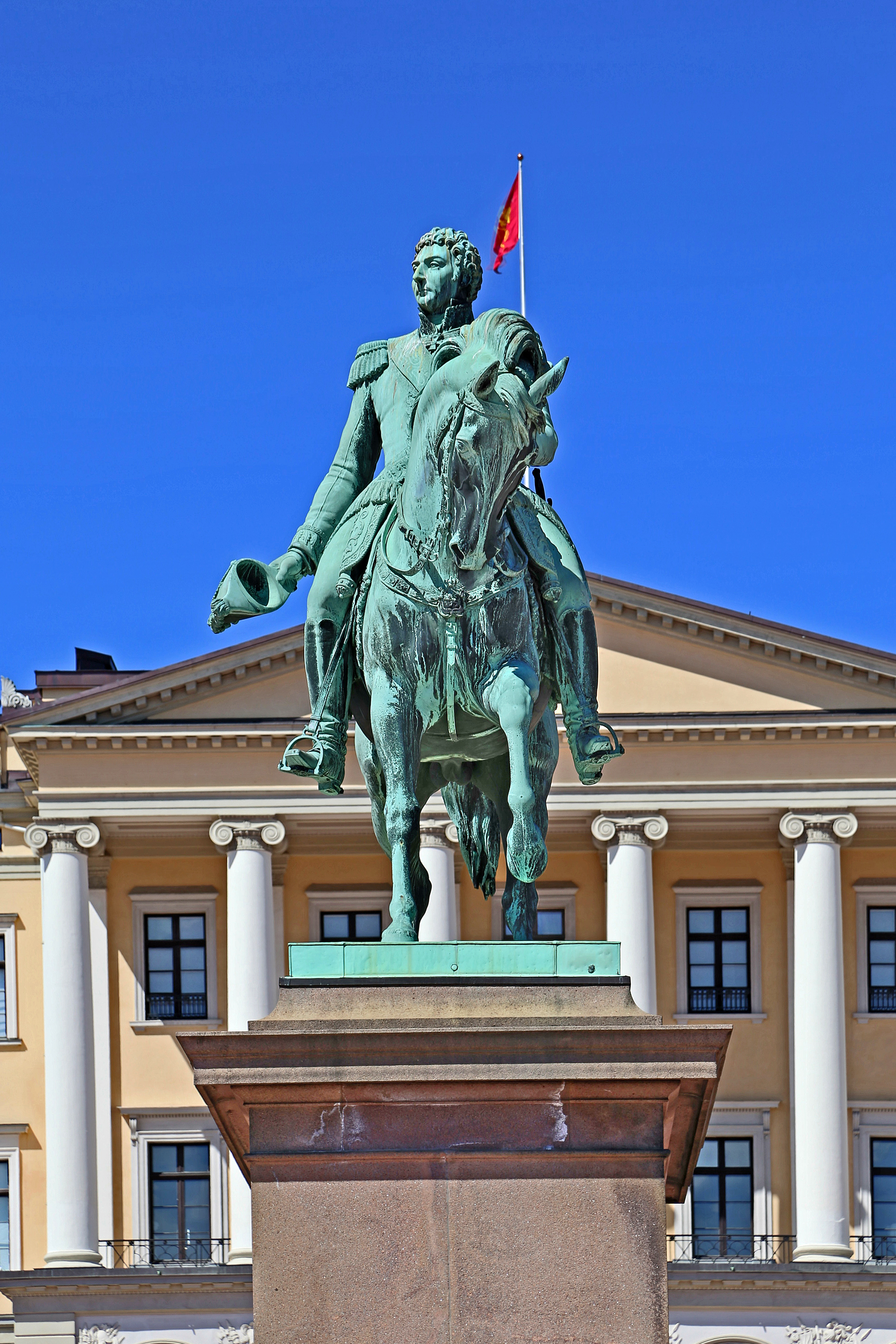
Monumento equestre di Carlo XIV Giovanni di Svezia, davanti al palazzo.

Il parco fu costruito negli anni 1840s su progetto di Hans Ditlev Franciscus Linstow, l'architetto principale del palazzo. Nel 1848 furono piantati duemila alberi, ma da allora il parco è stato riqualificato più volte, diventando più semplice, con sentieri più ampi ma meno numerosi e meno ruscelli. Il "Parco della Regina" costituisce una parte separata del Parco del palazzo e risale al 1751, quando fu costruito come giardino privato in stile rococò. Sono presenti diverse statue:
- Statua di Carlo XIV Giovanni di Svezia, scolpita da Brynjulf Bergslien.
- Statua della regina Maud, scolpita da Ada Madssen
- Statua della principessa Marta, scolpita da Kirsten Kokkin
- Statua della regina Sonja, scolpita da Kirsten Kokkin
- Statua di Camilla Collett, scolpita da Gustav Vigeland
- Statua di Niels Henrik Abel, scolpita da Gustav Vigeland